# مرگ شاهدخت آمریکایی یهودی
مرگ شاهدخت آمریکایی یهودی: داستان واقعی قربانی در دادگاه (انگلیسی: Death of a Jewish American Princess: The True Story of a Victim on Trial) کتاب جنایی غیرداستانی نوشتهٔ شرلی فراندورف است که در سال ۱۹۸۸ منتشر شد و دربارهٔ مردی به‌نام استیون استینبرگ است که همرسش را با ۲۶ ضربه چاقو به قتل رساند اما در دادگاه تبرئه شد. دفاع قانونی او قربانی را به عنوان یک 'شاهدخت آمریکایی یهودی' به تصویر کشید که زیاده‌روی‌هایش پایان تاریک زندگی‌اش را رقم زد.